# 文球
文球（？—1627年），號受寰，河南汝寧府固始县人，明朝政治人物。萬曆乙未進士。

## 生平
壬申（官年）十一月十六日生。万历二十二年（1594年）甲午科河南鄉試第二十名举人，二十三年（1595年）乙未科會試二百七十七名，三甲第二百四十三名進士。吏部觀政，二十六年（1598年）授户部主事，榷天津鈔關，先是每岁鈔额不足，人皆视为畏途，球至，除积弊，减榷税，商贾争赴，歴年陳逋俱清。既去，仍有馀贮，衆以为能。二十九年升员外郎，三十年晉郎中，本年出爲山東濟南府知府，廉洁率属，一郡肃然。三十三年陞本省济南道副使，三十四年丁憂歸。三十八年補陕西潼关道副使。四十年四月升山西冀南道右参政，尋仍管潼关兵备事，四十二年升遼東海道按察使，四十四年升山西右布政使，四十五年升右佥都御史、大同巡撫。萨尔浒之战，时边境用兵，朝议非重臣不能镇，萬曆四十七年（1619年）九月獲朝廷任命其代替汪可受为蓟辽总督兵部右侍郎。精于训练，士卒强锐，当时传为长城。以积劳成疾，天启元年（1621年）上疏請致仕，准暂回籍調理。天啓五年起协理戎政兵部右侍郎，又特授团练营尚书，三疏乞骸骨，不允。十二月以东林党，奉旨令冠带闲住，天啓七年卒于官，崇禎二年赠兵部尚书，赐祭葬。

## 家族
曾祖文秀。祖父文賢。父文遇。